# Prineville, Oregon
Thành phố Prineville là quận lỵ của Quận Crook, tiểu bang Oregon, Hoa Kỳ.6 Nó được đặt tên của người thương gia đầu tiên trong vùng là Barney Prine. Dân số là 7.356 theo Điều tra Dân số Hoa Kỳ năm 2000. Ước tính năm 2006 là 9.990 cư dân.

## Lịch sử

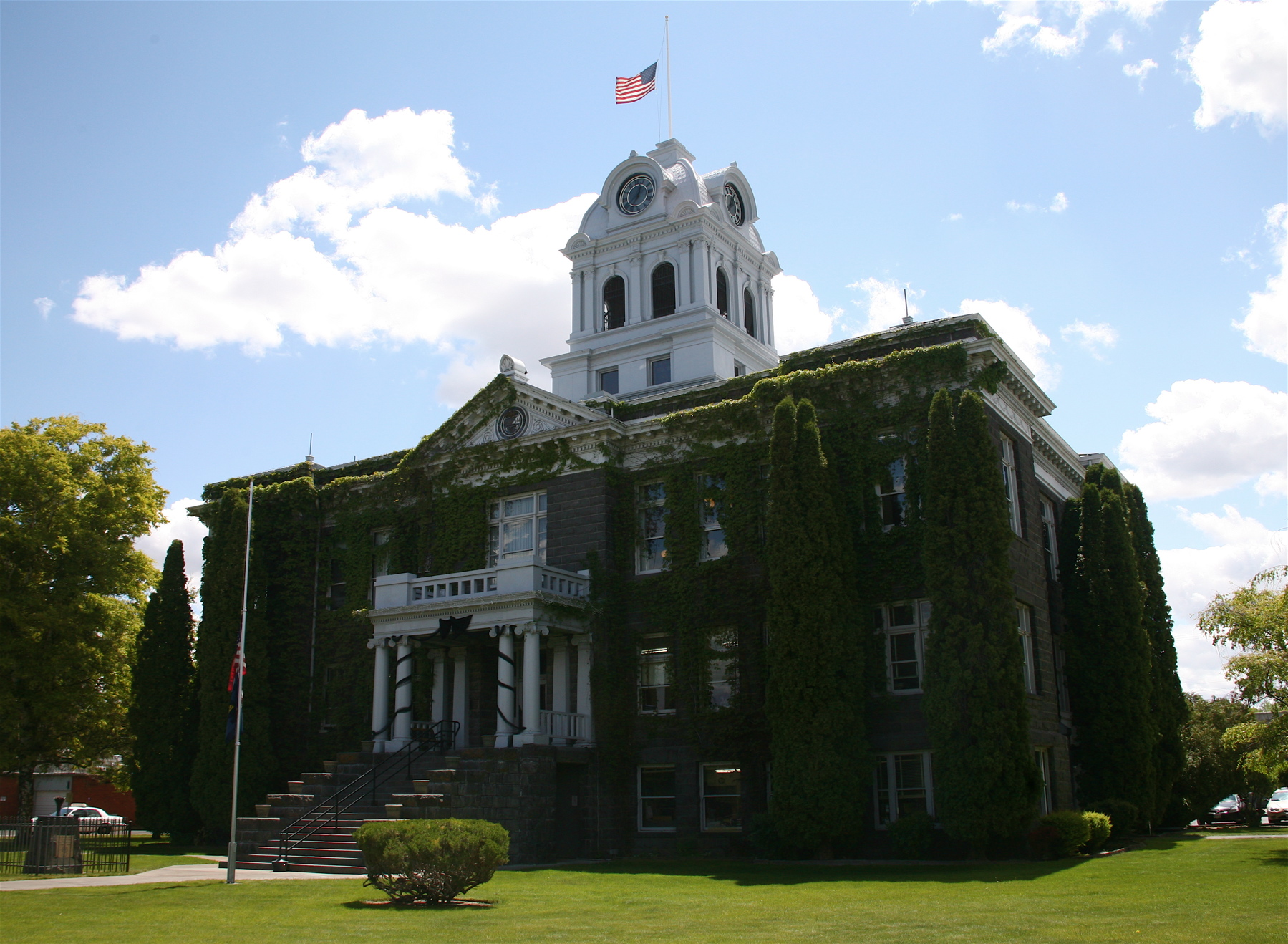
Tòa án Quận Crook

Prineville được thành lập năm 1877 khi Monroe Hodges nộp bản vẽ ban đầu phát họa cho thành phố. Trạm bưu điện cho cộng đồng được thiết lập với tên Prine ngày 13 tháng 4 năm 1871, nhưng sau đó đổi thành Prineville vào ngày 23 tháng 12 năm 1872. Thành phố được tổ chức chính quyền vào năm 1880, và có trường trung học đầu tiên năm 1902.
Từ lâu là một thị trấn chính ở miền trung Oregon, Prineville bị làm mất mặt vào năm 1911 khi các nhà tài phiệt đường sắt James J. Hill và Edward H. Hillman bỏ qua thành phố khi họ đặt đường xe lửa phía nam của thành phố The Dalles. Trong một thời kỳ khi sự hiện diện của đường sắt có nghĩa khác biệt rõ ràng giữa thịnh vượng và số phận cuối cùng là một thành phố ma. Trong một mùa bầu cử năm 1917, cư dân thành phố Prineville đã bỏ phiếu tán thành với tỉ lệ 355 đối 1 để xây đường sắt riêng của họ, và quyên góp tiền để nối thị trấn của họ với đường sắt chính cách đó 19 dặm Anh.
Nhờ vào thu hoạch gỗ từ Rừng Quốc gia Ochoco lân cận, đường sắt riêng của mình nên Prineville thịnh vượng trong nhiều thập niên. Lợi tức từ đường sắt rất dồi giàu đến nỗi giữa năm 1964 và năm 1968, thành phố không lấy thuế nhà đất. Tuy nhiên, vì sự sa sút của ngành công nghiệp gỗ tại Oregon, thu nhập từ đường sắt biến mất: năm 2003, đường sắt báo cáo thua lỗ 400.000 đô la Mỹ.
Les Schwab, một chuỗi cửa hàng bán lẻ và lắp đặt vỏ xe hơi có tổng hành dinh tại Prineville, có liên hệ với thị trấn từ khi công ty được thành lập năm 1952. Cho đến năm 2005, Chuỗi Trung tâm Vỏ xe Les Schwab điều hành trên 390 tiệm tại California, Idaho, Montana, Nevada, Oregon, Utah, và Washington, có doanh thu hơn 1,5 tỷ đô la mỗi năm, và, theo Associated Press, là doanh nghiệp tư nhân bán lẻ vỏ xe số hai tại Hoa Kỳ. Công ty thông báo ngày 12 tháng 12 năm 2006 là sẽ di chuyển tổng hành dinh của công ty đến thành phố Bend lân cận nơi mà có con số gia tăng các nhân sự hành chánh của công ty sinh sống.

## Địa lý
Prineville nằm ở vị trí 44°18′14″B 120°50′46″T / 44,30389°B 120,84611°TĐã đưa tham số không hợp lệ vào hàm {{#coordinates:}} (44.303994, -120.846175)1. Theo Cục Điều tra Dân số Hoa Kỳ, thành phố có tổng diện tích là 17,2 km² (6,7 mi²), tất cả là đất.
Prineville nằm bên Sông Crooked ở miệng Lạch Ochoco.